# Dionisia (martire)
Dionisia (234 – Lampsaco, 250 o 251), originaria dell'Anatolia, fu tra le vittime delle persecuzioni contro i cristiani attuate da Decio. È venerata come santa e martire dalla Chiesa cattolica assieme ai martiri Pietro, Andrea e Paolo.

## Agiografia
Mentre l'imperatore romano Filippo l'Arabo tollerò il Cristianesimo, il suo successore Decio perseguitò violentemente i cristiani. 
Egli fece uccidere papa Fabiano, mentre il suo proconsole Ottimo fu responsabile di numerosi martiri, inclusi quelli di Andrea, Paolo e Nicomaco. Nicomaco, posto sotto tortura, negò la sua fede cristiana e quindi fu invitato a fare un sacrificio ad alcuni dei pagani, ma al momento del sacrificio Nicomaco cadde a terra in preda alle convulsioni e morì. Dionisia fu una fanciulla di sedici anni che, visto questo, urlò piangendo quel Nicomaco che secondo lei aveva rischiato la vita eterna per quei pochi momenti di vita terrena.
Dionisia fu arrestata. Quando fu minacciata dal proconsole Ottimo, la giovane affermò che il suo Dio era molto più potente di lui. Dionisia fu allora consegnata a dei soldati per essere violentata, ma i suoi stupratori dissero di essere stati miracolosamente impediti a violentare la giovane. Quando, infine, Paolo e Andrea furono presi dalla prigione per essere uccisi, Dionisia riuscì a scappare dalla sua prigione e, giunta presso i loro corpi, avrebbe detto: "io avrei voluto condividere le vostre sofferenze nel cuore, così che potrei condividere la vostra gloria in cielo." Dopo questo Ottimo la fece subito decapitare.

## Culto
Il culto di santa Dionisia, assieme a quello di Pietro, Andrea e Paolo, è antichissimo. Questo gruppo di santi infatti è ricordato nel martirologio geronimiano del V secolo.
Le reliquie di Dionisia furono portate nel 1922 nell'Abbazia di Flône in Belgio e furono poste all'interno di una statua in cera raffigurante il corpo della santa, tra le reliquie vi era presente un vaso che conterrebbe il suo sangue cristallizzato. Sul sarcofago è posta una tavoletta marmorea, forse proveniente dalle catacombe romane, recante l'iscrizione: DIONISE, V.M..IO.IN.P VIX. A. XXIX (Dionisia, celebrata vergine e martire riposa in pace. Visse 29 anni). Si ritiene tuttavia che la santa venerata in questa abbazia sia solo un'omonima della martire di Lampsaco.
Il Martirologio romano fissa la memoria liturgica il 15 maggio, assieme a Pietro, Andrea e Paolo.